# 天河大弁財天社
天河大弁財天社（てんかわだいべんざいてんしゃ、天河神社）は、奈良県吉野郡天川村坪内にある神社。旧社格は郷社。宗教法人名は天河神社であり、神社庁傘下である。

## 祭神
宗像三女神の一人、市杵島姫命（いちきしまひめのみこと）を主祭神とする。芸能の神として知られ、現在も芸能関係の参拝が多い。元の祭神名は弁財天（サラスヴァティー）で、神仏分離により「市杵島姫命」と称するようになったものである。今日でも社名に「弁財天」とついている通り、「弁財天」としても信仰されている。
「厳島、竹生島と並ぶ日本三大弁財天のひとつ」と称しているが、一般的には日本五弁財天の一つといわれている。
天河神社社家が代官所に1712年に出した「願書」に「生身天女の御鎮座天照姫とも奉崇して、今伊勢国五十鈴之川上に鎮り座す天照大神別体不二之御神と申し伝え」るとあることからも判明するように、創建に関わった天武天皇と役行者は、伊勢神宮内宮に祀られる女神を天の安河の日輪弁財天として祀った。天河における天武天皇の眼前の上空での吉祥天の舞が五節の舞として現在にいたるまで、宮中の慶事の度に催されている。
他に、熊野坐大神、吉野坐大神、南朝四代天皇の御霊（後醍醐天皇、後村上天皇、長慶天皇、後亀山天皇）、神代天之御中主神より百柱の神が配祀されている。
本殿に祀られている弁財天像は通常非公開で、毎年7月16日から17日にかけて執り行われる例大祭においてのみ開帳され、各種祝詞・般若心経や神楽とともに、能楽やアーティストの演奏などが奉納される。本殿右扉の中に安置されている日輪弁才天像は、60年に1度にのみ開帳とされている。なお、2008年（平成20年）には、時勢の悪化を憂慮し、また本殿改築20年を記念して、60年を経ずして日輪弁才天の開帳が行われた（拝観料：3000円）。

## 歴史

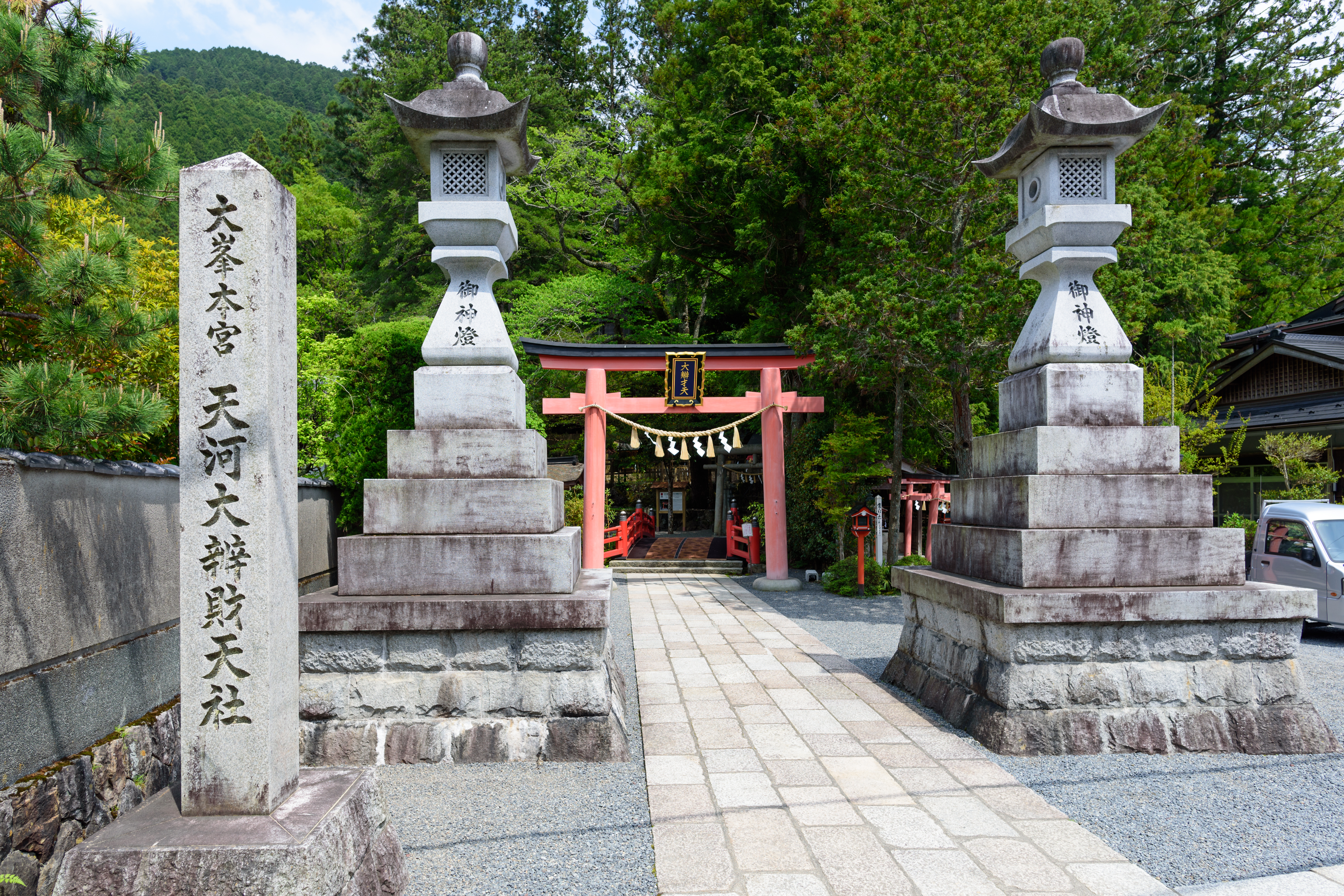
参道

室町期の僧英俊による多聞院日記に、「天川開山ハ役行者」と記述がある。天河大辨財天社の草創は飛鳥時代、役行者の大峯開山の際に蔵王権現に先立って勧請され最高峰である弥山（みせん）の鎮守として祀られたのに始まる。弘法大師空海が高野山の開山に先立って３年間大峯山で修行し、最大の行場が天河神社であった。弘法大師にまつわる遺品が奉納されている。　
社殿の造営は天武朝で、壬申の乱の際、天武天皇が戦勝を祈願、勝利の後寄進されたという。また天河神社の神殿の下には古代の磐座があり、社伝によれば神武天皇がここでヒノモトの言霊を賜ったという。
天河神社が鎮座する坪ノ内は、南朝の黒木御所が47年間置かれた土地といわれており、そのため南朝の崇敬が特に篤かった。
当社は江戸時代までは琵琶山白飯寺と号し、本尊を弁才天（宇賀神王）としていたが、明治の廃仏毀釈で白飯寺は廃寺となり、本尊の弁才天は市杵嶋姫命と改められた。
『吉野町史』によれば「吉野総社」として列せられていた歴史があり、「大峯第一、本朝無双、聖護院、三宝院両御門跡御行所」（天河社旧記）や「大峰本宮」として格式の高い社として認識されていた。大峯山に於ける信仰の中心地しての地位を早期に確立していたことは特筆すべきである。
神職は代々社家の柿坂氏と井頭氏の二家から順番に出す慣習があったが、明治以降井頭氏が神職継承をやめたため、現在は柿坂氏によって世襲されている。
昭和40年ごろから一部の神道家達の間で秘めたる日本弁財天総本宮と注目され始め、今は精神世界のメッカ的存在として脚光をあびている。
　

## 施設

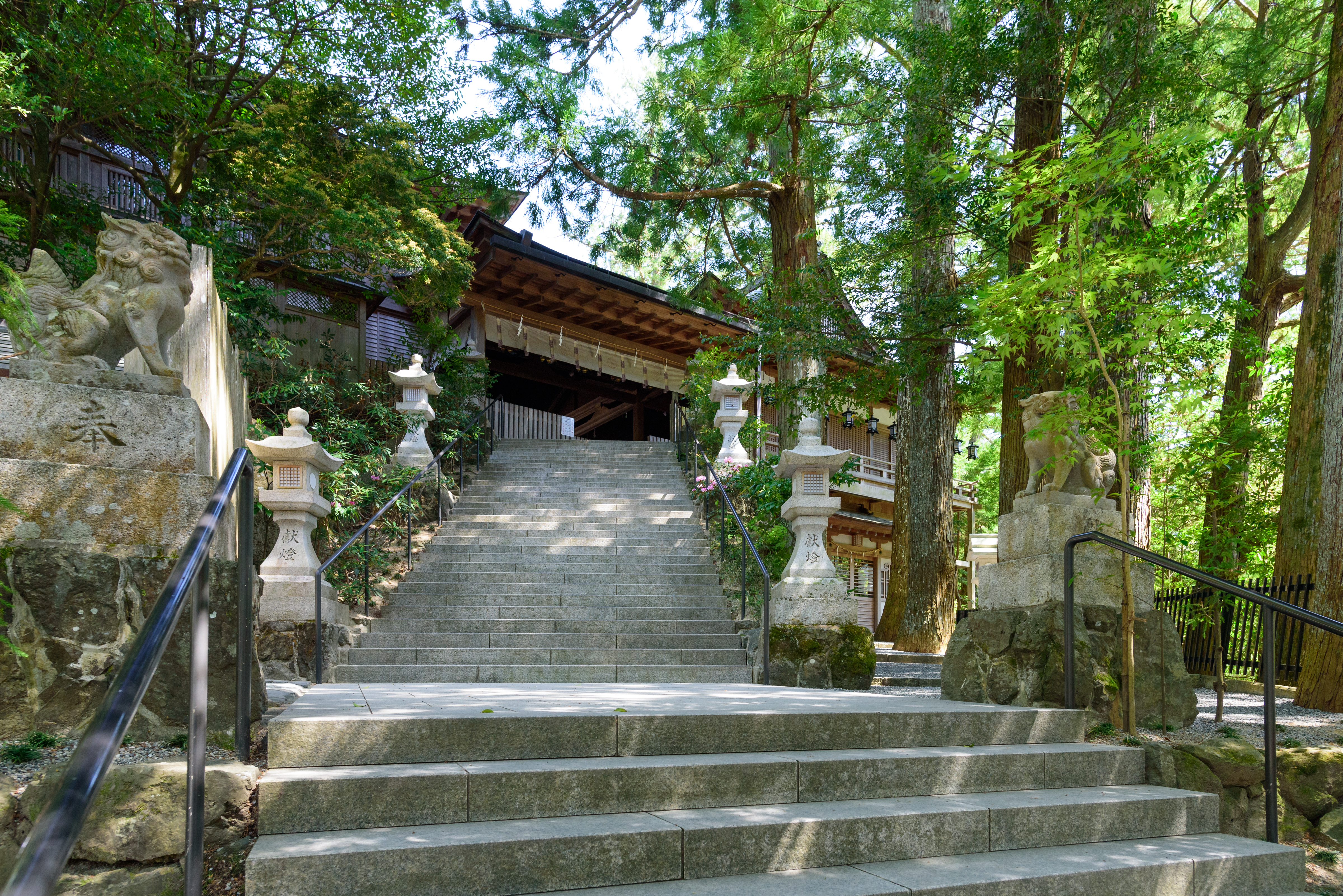
参道および本殿

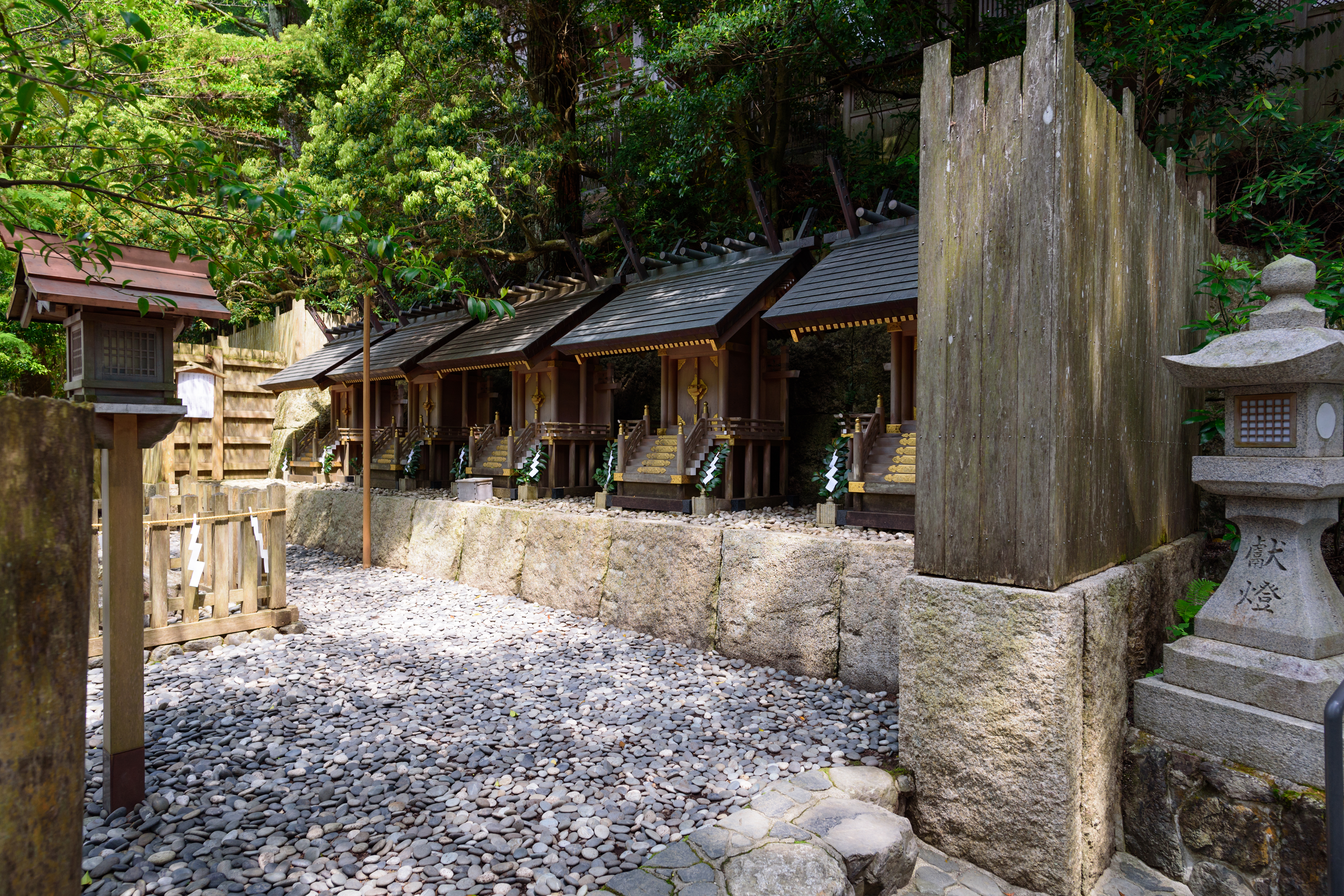
五社殿

弥山山頂（1895m）に奥宮（弥山神社）がある。
能との縁が深く、能の関係の品物が多く奉納され保管されている。

## 文化財

### 重要文化財（国指定）
- 木造能狂言面 30面

## 行事
主なもの
- 1月1日：歳旦祭
- 1月17日：牛王宝印神符頒布祭
- 2月3日：節分祭
- 5月中旬：弥山奥宮大祭
- 7月16日・17日：例大祭
- 11月2日：秋期大祭

## 交通
- 近鉄吉野線下市口駅より奈良交通バス7系統中庵住（なかいおすみ）行きに乗車、天河大弁財天社バス停下車すぐ（1日3本のみ）。または2系統洞川温泉行きに乗車、天川川合で下車後徒歩約30分。[7]
- 国道309号を南下、天川川合交差点を右折後約3km。